# Форланнет

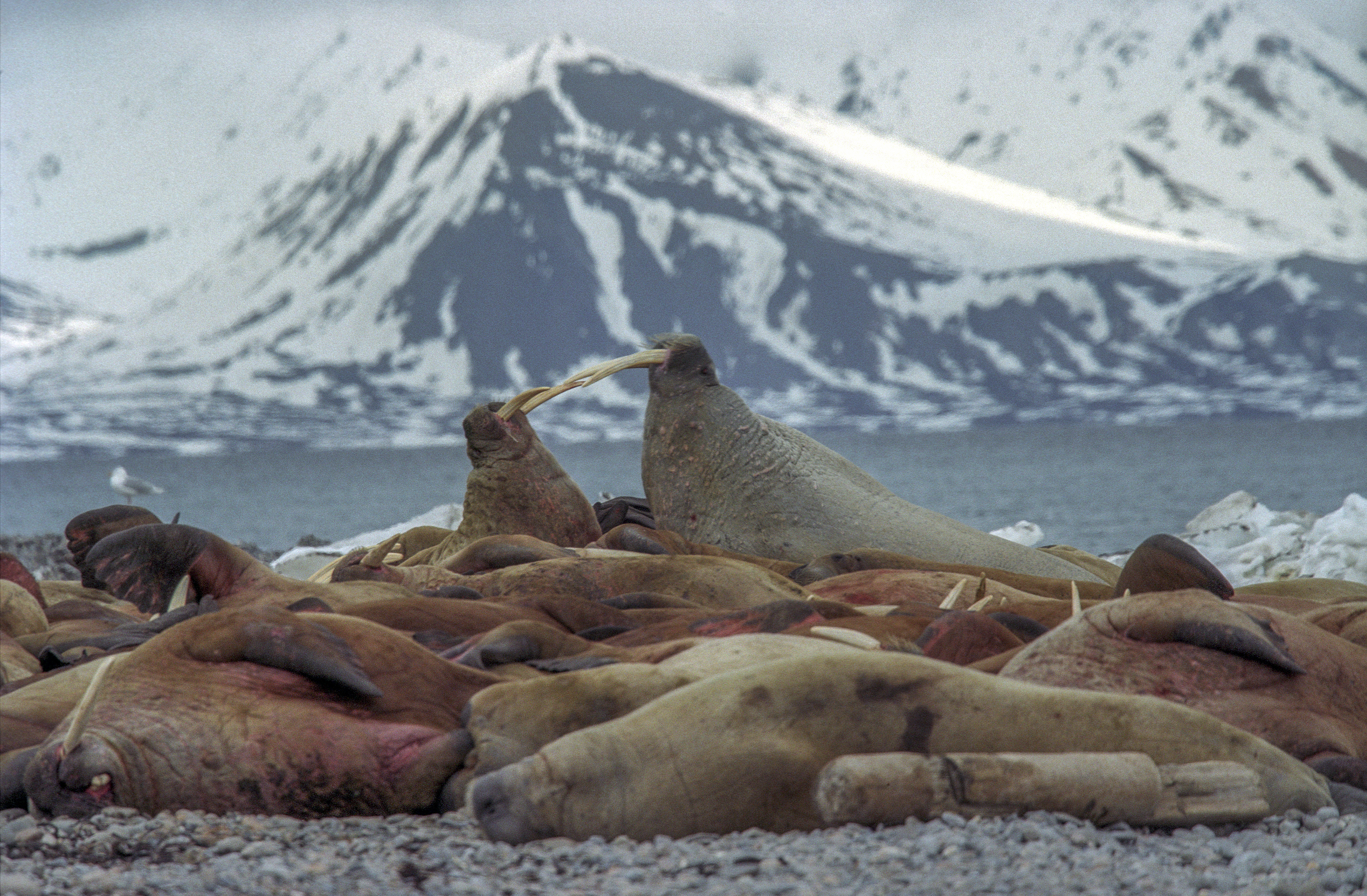
Колония моржей на Земле Принца Карла в 2003 году

Форланнет (норв. Forlandet nasjonalpark) — норвежский национальный парк на северо-западе архипелага Шпицберген. Включает Землю Принца Карла (616 км²) и прилегающую акваторию (4031 км²).
Парк создан на основании королевской резолюции от 1 июня 1973 года.
Национальный парк Форланнет признан пределом ареала ластоногих в северном полушарии. Здесь также обитает самая северная популяция тонкоклювой кайры. На территории парка сохранились многочисленные археологические останки норвежских и русских охотников и китобоев.